# Todd Grisham
Todd Grisham (Hattiesburg, Misisipi; 9 de enero de 1976) es un periodista deportivo  estadounidense empleado por el  UFC y Glory. Antes de su salida de ESPN a finales de 2016, sus deberes para la red incluían ser el presentador en el estudio para   Friday Night Fights así como también un  SportsCenter ancla.

## Biografía
Grisham asistió a la Universidad de Wingate para una beca de fútbol americano, luego lo transfirieron a la Universidad de West Georgia donde recibió su licenciatura en comunicaciones. Su primer trabajo profesional en la industria de la televisión fue con KTVO de Ottumwa, Iowa donde trabajó durante un año y medio. Luego pasó a trabajar como comentarista deportivo de KOLD-TV Tucson aproximadamente cinco años antes de firmar un contrato de dos años con WWE como locutor, se unió a ellos el 14 de enero de 2004.

## Carrera en Lucha Libre Profesional

### World Wrestling Entertainment / WWE (2004-2011)

#### Voice of Heat, Byte This and Bottom Line (2004-2009)
Grisham debutó en WWE en 2004, convirtiéndose en la voz de Heat, y haciendo los juegos junto a Jonathan Coachman, Josh Mathews y otros más durante un período de cerca de cuatro años. Grisham anteriormente patrocinó WWE Experience junto a Lisa Moretti (Ivory), pero después de su liberación, se organizó por sí solo hasta mediados de 2006, cuando Josh Mathews comenzó el espectáculo de alojamiento. También hizo la primera página web de WWE, WWE Byte This, lo cual fue cancelada en el 2006. Además hace entrevistas para la marca Raw. En 2005 empezó a trabajar en un programa de Raw llamado WWE Bottom Line después de Marc Lloyd fue liberado de la prensa hasta que Jack Korpela comenzó el show.
Grisham también acogió WWE Unlimited, una red de radiodifusión que sólo permite a los espectadores de testigos durante los eventos comerciales de Raw. El 1 de mayo de 2006, Grisham llamado al evento Raw para ser locutor junto a Jerry "The King" Lawler, para reemplazar a Joey Styles, quien acababa de renunciar.
Durante un episodio de wwe.com Byte This!, respondió a una carta del luchador The Ultimate Warrior donde The Ultimate Warrior lo invitó a ir a la feria de su nuevo DVD, The Self Destruction of the Ultimate Warrior. En una carta The Ultimate Warrior dice que el recién recuperado de cáncer Bobby Heenan y Todd Grisham son gais. Grisham respondió con buen humor al decir que puede haber experimentado en la universidad, pero que no era motivo para esa afirmación. Grisham también participó en una serie de conversaciones en Byte This! con fanes de Total Nonstop Action Wrestling (TNA) que interrumpió el show para proclamar la superioridad de TNA como producto, además de insultar a Grisham directamente por endulzar y esquivar las cuestiones relacionadas con TNA. Grisham respondió con sus propias réplicas, algunas humorísticas y algunas hostiles.

#### ECW (2008-2009)
Grisham se convirtió en el nuevo comentarista para la marca ECW el 29 de julio de 2008 episodio ECW. El reemplazó a Mike Adamle, quien se convirtió en el nuevo mánager de Raw, y fue comentarista con Tazz quien fue el comentarista de color. Sin embargo este equipo fue de corta duración porque Tazz fue trasladado a Smackdown para sustituir a Mick Foley (quien se lesionó luego de que Edge lo lastimara y provocara que Mick Foley se fuera de la compañía), Matt Striker fue el que reemplazó a Tazz.
Desde entonces, los comentaristas se ganaron elogios por los fanáticos y Todd Grisham y Matt Striker ganaron el premio Slammy Award 2008 de los mejores comentaristas de 2008. Durante su carrera como comentarista de ECW, también haciendo entrevistas en RAW pero luego se convirtió en el comentarista de Smackdown! con Eve Torres donde tuvo un papel más importante. El 4 de abril de 2009 Grisham fue presentador de 2009 Hall of Fame.

#### Smackdown! (2009-2010)
El 6 de abril de 2009, la era Todd Grisham y Matt Striker llegó a su fin luego de que Grisham ganara un contrato en la marca Smackdown! y Josh Mathews se convirtiera en el nuevo comentarista de la ECW. Eso se debió a que Tazz renunció a la compañía. Grisham ahora es compañero de Matt Striker. Grisham hizo su debut el 10 de abril de 2009 donde también explicó las reglas de la pelea de Jeff Hardy y Matt Hardy.

#### NXT (2011)
El 7 de diciembre de 2010 la temporada 4 de WWE NXT comenzó, con Grisham remplazando a Michael Cole como comentarista. El 23 de agosto del 2011, anunció que se marchaba de WWE.

## Sportscastings
En 2007 fue nombrado comentarista del programa Fox Soccer Channel Major League Soccer trabajando con Christopher Sullivan para antes y después de los juegos, en cobertura los sábados por la noche.
El 24 de agosto de 2011, un día después de servir como comentarista  play-by-play  de NXT por última vez, se anunció que Grisham se uniría a ESPN.
El 16 de octubre de 2011, Grisham debutó como copresentador de ESPNews durante las horas nocturnas de "Highlight Express", presentando en vivo desde 11p-2a ET y reproducido hasta las 7 a. M. ET. Él se unió a Adnan Virk. También hizo las actualizaciones deportivas de la mañana para el programa matutino de ABC  America This Morning  y reportes preempaquetados para estaciones de ABC O & O que no tienen un comentarista deportivo matutino. Presentó de nuevo en ESPN el 18 de octubre, presentando conjuntamente a Sara Walsh. Fue nombrado uno de los presentadores oficiales nocturnos de ESPNEWS y se alteró para presentar actualizaciones para las estaciones ABC y  América esta mañana . El 22 de octubre de 2011, Grisham causó inadvertidamente una pequeña indignación en Internet cuando se refirió a la pérdida sufrida por Oklahoma a manos de Texas Tech como el "Trail of Tears". Grisham se disculpó por el error.
El 10 de noviembre de 2011, Grisham reemplazó a Jon Anik como anfitrión de  MMA Live. El 28 de diciembre de 2011, Todd hizo su debut en  SportsCenter, presentando  SportsCenter  desde Bristol, Connecticut hasta las 11:30 p. m., cuando los estudios de ESPN en Los Ángeles reanudan  SportsCenter.
Grisham dejó ESPN a fines de 2016.

### Glory (2016-presente)
Todd Grisham se unió al equipo de transmisión  Glory como entrevistador entre bastidores y post-pelea en Glory 30. Se convirtió en un anunciador de jugada por jugada para la organización en  Glory 35 Superfight Series. Continuó su papel como anunciador de jugada por jugada para  Glory 36 Superfight Series y la  Glory: Collision PPV.

### Ultimate Fighting Championship (2017-presente)
El 3 de enero de 2017, se anunció que Grisham había sido contratado por UFC para trabajar en el escritorio del estudio y en el papel juego por jugada de las peleas. Su primera tarea fue UFC Fight Night: Rodríguez vs. Penn. Grisham trabajará exclusivamente en Fox Sports 1, donde servirá como anfitrión de estudio además de sus deberes de jugar por jugar.

## Vida personal
Se crio en Bay Minette (Alabama) y asistió durante un año al Baldwin County High School, donde jugó como delantero en el equipo de fútbol (soccer) de la escuela. Su familia se mudó varias veces después de su inscripción, y Grisham acabó graduándose en la Orange Park High School en Orange Park, Florida.
Grisham tiene un hermano mayor llamado Jeff. Recientemente se comprometió con su novia desde hace tiempo novia Alyson DeRenzis.

## Empleos
- Heat comentarista (2004-2008)
- Byte This host (2004-2006
- The Experience anfitrión (2004-2006)
- The Bottom Line anfitrión (2004-2007)
- Raw (sustituto) comentarista (2006)
- Raw (sustituto) ring announcer (2006-2007)
- Raw entrevistador (2004-2009)
- ECW Comentarista (2008-2009)
- WWE Friday Night SmackDown entrevistador (2009-2010)
- Friday Night SmackDown comentarista (2009-2010)
- WWE Superstars comentarista (2009-2010)
- WWE NXT comentarista (2010-2011)
- ESPN (anfitrión, MMA Live) (presentador, SportsCenter) (2011-presente)

## Campeonatos y logros
- Wrestling Observer Newsletter awards
  - Worst Television Announcer - 2004 y 2006
- World Wrestling Entertainment
  - Slammy Awards for Best Announce Team (2008) - con Matt Striker[7]